# Wolkowe (gromada)
Wolkowe – dawna gromada, czyli najmniejsza jednostka podziału terytorialnego Polskiej Rzeczypospolitej Ludowej w latach 1954–1972.
Gromady, z gromadzkimi radami narodowymi (GRN) jako organami władzy najniższego stopnia na wsi, funkcjonowały od reformy reorganizującej administrację wiejską przeprowadzonej jesienią 1954 do momentu ich zniesienia z dniem 1 stycznia 1973, tym samym wypierając organizację gminną w latach 1954–1972.
Gromadę Wolkowe z siedzibą GRN w Wolkowych utworzono – jako jedną z 8759 gromad na obszarze Polski – w powiecie ostrołęckim w woj. warszawskim, na mocy uchwały nr VI/10/10/54 WRN w Warszawie z dnia 5 października 1954. W skład jednostki wszedł obszar dotychczasowej gromady Wolkowe ze zniesionej gminy Myszyniec w tymże powiecie. Dla gromady ustalono 21 członków gromadzkiej rady narodowej.
31 grudnia 1959 do gromady Wolkowe przyłączono wieś Krysiaki ze znoszonej gromady Niedźwiedź w tymże powiecie.
31 grudnia 1961 gromadę zniesiono, włączając jej obszar do gromad: Wykrot (wieś Krysiaki) i Myszyniec (wieś Wolkowe) w tymże powiecie.